# Dolina Samicy
Dolina Samicy este o arie protejată (arie de protecție specială avifaunistică — SPA) din Polonia întinsă pe o suprafață de 2.390,98 ha, integral pe uscat.

## Localizare
Centrul sitului Dolina Samicy este situat la coordonatele 52°33′16″N 16°47′20″E / 52.5545°N 16.789°E.

## Înființare
Situl Dolina Samicy a fost declarat arie de protecție specială avifaunistică în octombrie 2007 pentru a proteja 21 de specii de animale.

## Biodiversitate
Situată în ecoregiunea continentală, aria protejată nu include niciun habitat protejat.
La baza desemnării sitului se află mai multe specii protejate de  păsări (21): pescăruș albastru (Alcedo atthis), gârliță mare (Anser albifrons), gâscă de semănătură (Anser fabalis), rață roșie (Aythya nyroca), buhai de baltă (Botaurus stellaris), chirighiță neagră (Chlidonias niger), barză albă (Ciconia ciconia), erete de stuf (Circus aeruginosus), erete cenușiu (Circus pygargus), ciocănitoarea de stejar (Dendrocopos medius), ciocănitoare neagră (Dryocopus martius), presură de grădină (Emberiza hortulana), cocor (Grus grus), piciorong (Himantopus himantopus), stârc pitic (Ixobrychus minutus), sfrâncioc roșiatic (Lanius collurio), ciocârlie de pădure (Lullula arborea), gușă albastră (Luscinia svecica), gaia roșie (Milvus milvus), chiră de baltă (Sterna hirundo), silvie porumbacă (Sylvia nisoria).